# روابط ایران و کنیا
روابط ایران و کنیا (انگلیسی: Iran–Kenya relations) در سال ۱۹۷۱ با صدور یک اعلامیه مشترک شروع شد و دو کشور اقدام به بازگشایی سفارت‌های خود کردند. بعد از این تاریخ کنیا مشتری عمده نفت ایران شد.
در سال‌های قبل از انقلاب، شاه ایران در جنگ سومالی با اتیوپی، به سومالی کمک می‌کرد که این باعث انتقادات و اعتراضات برخی از کشورهای آفریقایی از جمله کنیا شد. در سال ۱۹۷۷ شاه ایران سفارت خود در کنیا را بست و با این کشور قطع رابطه کرد، کنیا نیز خرید نفت از ایران را متوقف کرد.
پس از گذشت چند سال از پیروزی انقلاب در ایران، در سال ۱۹۸۲ هر دو کشور تمایل خود را برای برقراری رابطه ابراز کرده و سفارت‌های خود را مجدداً بازگشایی کردند.

## تاریخچه

### دیدار احمدی‌نژاد
کنیا از گذشته رابطه خوبی با ایران داشت، رابطه‌ای که همواره مورد دلخواه کشورهای غربی نبوده‌است. کنیا قراردادهای زیادی با کشورهای خاورمیانه منعقد کرده‌است، از جمله صادرات ۴ میلیون تن نفت به کنیا، پرواز مستقیم بین تهران و نایروبی، بورس تحصیلی برای کنیایی‌هایی که تمایل به تحصیلات عالی در ایران هستند. همه این‌ها در سال ۲۰۰۹ بعد از دیدار احمدی‌نژاد، رئیس‌جمهور وقت ایران از کنیا بدست آمد.
در ماه مه ۲۰۱۲، محمد رضا رحیمی، معاون رئیس‌جمهور ایران از کنیا دیدار کرد و قرارداد خرید نفت را تکمیل کرد.
در ماه ژوئن ۲۰۱۲، قرارداد نفتی کنیا به دلیل هشدارهای کشورهای غربی به دلیل تحریم‌های ایران، کنسل شد، بر اساس قرارداد، جمهوری اسلامی ایران روزانه ۸۰ هزار بشکه نفت به کنیا صادر می‌کرد. اگرچه کنیا متحد استراتژیک آمریکا در جنگ علیه ترور بود، این قرارداد بسیاری از جامعه بین‌المللی را شوکه کرد. کنیا و ایران علی‌رغم کنسل شدن قرارداد نفتی، روابط دیپلماتیک خود را ادامه دادند.
کنیا در سالهای ۱۹۷۰ و ۱۹۸۰ از ایران نفت وارد می‌کرد ولی بعد از آن تا کنون نفتی از ایران وارد نکرده‌است.
تصور می‌شود که دیپلماسی ایران در آفریقا با مشکل مواجه خواهد شد زیرا اکثریت مسلمانان کشورهای آفریقایی تمایل به رفتن به مدارس سنی دارند تا رفتن به مدارس شیعه که در ایران رایج است. کنیا نیز خودش با حملات تروریستی فراوانی مواجه بوده و این کشور به منظور موضوعات امنیتی متعدد متحد اسرائیل شده‌است.
در سال ۲۰۱۲، کنیا دو عضو سپاه پاسداران ایران که طرح حمله به اسرائیل، انگلیس، آمریکا و حتی عربستان را داشتند دستگیر کرد. آنها در کنیا به زندان ابد محکوم شدند.

### برنامه هسته‌ای ایران
دیدگاه‌های کنیا در مورد برنامه هسته‌ای ایران، بر اساس قطعنامه کشورهای جنبش عدم تعهد است که برای همه کشورها حق توسعه منابع انرژی هسته‌ای برای مقاصد صلح آمیز را به رسمیت می‌شناسد. این توافقنامه در سپتامبر سال ۲۰۰۶ توسط ۱۱۸ عضو کشورهای جنبش عدم تعهد به امضا رسیده‌است.

### دید کلی به ایران
بر اساس نظرسنجی مرکز تحقیقاتی پیو (PEW) در مورد اینکه کنیایی‌ها، رابطه با ایران را چگونه می‌بینند، مشخص شد که ۴۲ درصد گفته‌اند که این رابطه مطلوب است. این نظرسنجی از ۷۹۸ نفر در سال ۲۰۱۴ شده‌است که ۳۴ درصد گفته‌اند که رابطه غیر مطلوب است و ۲۴ درصد هم گفته‌اند نظری ندارند.

## توسعه همکاری
در سال ۲۰۱۴ رئیس کمیته امنیت ملی مجلس کنیا، محمد یوسف حاجی، از تهران دیدار کرد، در این دیدار وی با رئیس کمیته امنیت ملی و سیاست خارجی مجلس، علاءالدین بروجردی دیدار کرد، حاجی در این دیدار، علاقه کشورش برای پیشرفت رابطه در زمینه‌های علوم، صنعت و تکنولوژی را ابراز کرد.
علاوه بر این، سخنگوی سنای کنیا، اکو اتورو، از ایران بازدید کرد.
در ماه اوت ۲۰۱۴ وزیر امور خارجه کنیا، امین محمد، با محمد جواد ظریف وزیر خارجه ایران در تهران دیدار کرد، در این دیدار دو طرف قرارداد (MOU) همکاری‌های اقتصادی، علمی و تکنولوژی را امضا کردند. توافقنامه MOU شامل همکاری در زمینه‌های حمل و نقل، زیرساخت‌ها، انرژی، کشاورزی، آب و آبیاری، مسکن و بهداشت به عنوان موضوعات کلیدی نیز می‌شود.

## روابط اقتصادی
صادرات کنیا به ایران در سال ۲۰۱۲ بر مبنای بالغ بر ۱٫۹۵ بیلیون (۱۸٫۳ میلیون یورو) بود در حالی که واردات کنیا از ایران بر مبنای کس ۳٫۶۷ بیلیون (۳۴٫۵ میلیون یورو) بوده‌است. وزیر امور خارجه کنیا اعلام کرد که بسیاری از کشورهای بزرگ در جهان رابطه خود را با ایران حفظ کرده‌اند و ما نیز رابطه دو جانبه اقتصادی خود را با ایران حفظ خواهیم کرد.
ایران یکی از خریداران بزرگ چای کنیا می‌باشد، صادران چای کنیا به ایران از دو میلیون کیلوگرم به ۱۰ میلیون کیلوگرم در یک دوره پنجساله افزایش یافت، تقاضای ایران ۱۱۶ میلیون کیلوگرم است و ایران تنها ۲۰ میلیون کیلوگرم چای تولید می‌کند و کنیا ۲۰ درصد چای خود را به ایران فروخته‌است.
در سال ۲۰۱۵ بین ایران کنیا یک موافقتنامه اقتصادی به منظور اجتناب از اخذ مالیات مضاعف و جلوگیری از فرار مالیاتی به امضا رسید، این موافقتنامه دارای ۲۹ ماده است و از طرف ایران وزیر تعاون و کار وقت، عبدالرضا شیخ‌الاسلامی و از طرف کنیا وزیر خزانه داری ژوزف ک کینیوآ امضا شده‌است.
در فوریه ۲۰۱۷ یک نمایشگاه اختصاصی از محصولات ایران در نایروبی پایتخت کنیا شروع به کار کرد، سفیر ایران، هادی فرجوند، که در گشایش این نمایشگاه حضور داشت گفت که این دست نمایشگاه‌ها باعث گسترش روابط دو جانبه تهران و نایروبی که بستر ساز توسعه مناسبات ایران با دیگر کشورهای دیگر است خواهد شد.
صادرات ایران به کنیا در سال ۱۳۹۴ بالغ بر ۴۰ میلیون دلار در حالی که صادرات کنیا به ایران ۵ میلیون دلار بوده‌است.
در سال ۲۰۱۷ علی طیب‌نیا وزیر امور اقتصاد و دارایی ایران برای شرکت در چهاردهمین اجلاس وزیران سازمان و توسعه و تجارت سازمان ملل (انکتاد) به کنیا سفر کرد و در این سفر با رئیس بانک مرکزی کنیا دیدار داشت و اعلام کرد که روابط بانکی ایران و کنیا از سر گرفته خواهد شد.
خانه نوآوری و فناوری ایران در نایروبی قرار دارد. در این مرکز بیش از ۳۵ شرکت دانش‌بنیان ایرانی محصولات خود را در حوزه‌های دارویی، تجهیزات پزشکی، کشاورزی (مانند پهپاد پلیکان ۲ با کاربردهای دوگانه برای «سم پاشی» زمین‌های کشاورزی و همچنین «بازرسی مزرعه» با قابلیت پردازش تصویر)، ساختمانی و معماری معرفی و به کنیا صادر کرده‌اند. 
در تیرماه ۱۴۰۲ فرآیند صادرات ۵۰ دستگاه‌ پزشکی و ۱۰ داروی ساخت ایران آغاز شد.
به دنبال سفر ابراهیم رئیسی در تیرماه ۱۴۰۲ به کنیا، قرارداد تهاتر نیسان زامیاد با گوشت قرمز منعقد شد.گونه غالب گوسفندی در کنیا، «قره گل» ایران است که بیش از ۲۵ سال قبل وارد این کشور شد.مجوز واردات گوشت قرمز از این کشور پس از بررسی‌های تفصیلی سازمان دامپزشکی و صدور تأییدیه‌های بهداشتی صادر شده است. کنیا به عربستان، امارات، بحرین و کویت صادرات گوشت گوسفندی، گاوی و دام زنده دارد.

## روابط دیپلماتیک
ایران یک سفارت در نایروبی دارد و کنیا نیز یک سفارت در تهران دارد. علاوه بر سفارت ایران در نایروبی، رایزن فرهنگی ایران، رایزنی بازرگانی، دو درمانگاه هلال احمر و تعدادی از شرکت‌های ایرانی در کنیا فعالیت می‌کنند.

## فعالیت‌های تروریستی ایران
- در سال ۲۰۱۳ دو شهروند ایرانی به نام‌های احمد ابوالفتحی، محمد و سید منصور موسوی با مقادیر زیادی مواد منفجره در کنیا بازداشت شدند. آنها به اتهام طراحی برای عملیات تروریستی به حبس ابد محکوم شدند. این دو ایرانی با تهیه ۱۵ کیلو مواد منفجره هیکسوژن قصد داشتند در نایروبی و مومباسا دست به عملیات تروریستی بزنند.[۱۱][۱]
- در سپتامبر ۲۰۱۴ مقامات کنیایی اعلام کردند که دو ایرانی که با پاسپورت جعلی اسرائیلی قصد ورود به نایروبی را داشتند را به اتهام مظنون به تلاش برای عملیات تروریستی دستگیر کردند، این دو نفر بنام‌های حسام‌الدین حاتمی و زهرا گلابیان بودند که با اسناد جعلی قصد ورود به کنیا را داشتند.[۱۱]
- در دسامبر ۲۰۱۶ دو کارمند سفارت ایران بنام‌های نصرالله ابراهیمی و قلی صفایی به همراه راننده کنیایی آنها بنام موسی کهیاه امبوگا در حین فیلم‌برداری از سفارت اسرائیل در نایروبی با تلفن همراه خود دستگیر شدند.[۱]
- مقامات کنیایی اعلام در ماه مارس ۲۰۱۷ اعلام کردند که دو شهروند این کشور را که به همکاری با نیروی قدس سپاه پاسداران اعتراف کرده‌اند را بازداشت کرده‌اند. این دو نفر بنام‌های ابوبکر صدیق لو ۶۹ ساله و یاسین سامبای جوما ۲۵ ساله بعد از استخدام توسط نیروی قدس به ایران رفته و بعد از دیدن آموزش‌های لازم به کنیا بازگشته‌اند و قصد انجام عملیات تروریستی علیه مراکز غربی در کنیا را داشته‌اند.[۱۱]
- در سال ۲۰۱۸ دادگاه عالی کنیا درخواست استیناف دو محکوم ایرانی را رد کرد، این دو نفر در سال ۲۰۱۲ در حالیکه ۱۵کیلوگرم ماده انفجاری مرگبار سیکلوتریماسین تریتی ترامین (آر.دی. ایکسRDX) به همراه داشتند، در نایروبی دستگیر شده بودند.[۱۲]
- پلیس کنیا اعلام کرد که یک افسر اطلاعاتی ایران با نام محمد سعید گلابی، با تیمی از کنیایی‌ها برای جمع‌آوری اطلاعات در مورد مؤسسات خصوصی و دولتی با هدف حمله به آنها کار می‌کند.[۱۳]

## مسلمانان در کنیا
جمعیت کنیا بر اساس آخرین آمار ۴۶ میلیون نفر است که ۷۳درصد آنان مسیحی، ۱۹ درصد آنیمیست و ۶ درصد مسلمان هستند، مسلمانان این کشور اساساً سنی مذهب هستند و بعد از انقلاب ایران و فعالیت‌های فرهنگی ایران در کشورهای آفریقایی، عده‌ای از آنها به مذهب شیعه گرویده‌اند.